# Gedächtniskirche der Protestation w Spirze

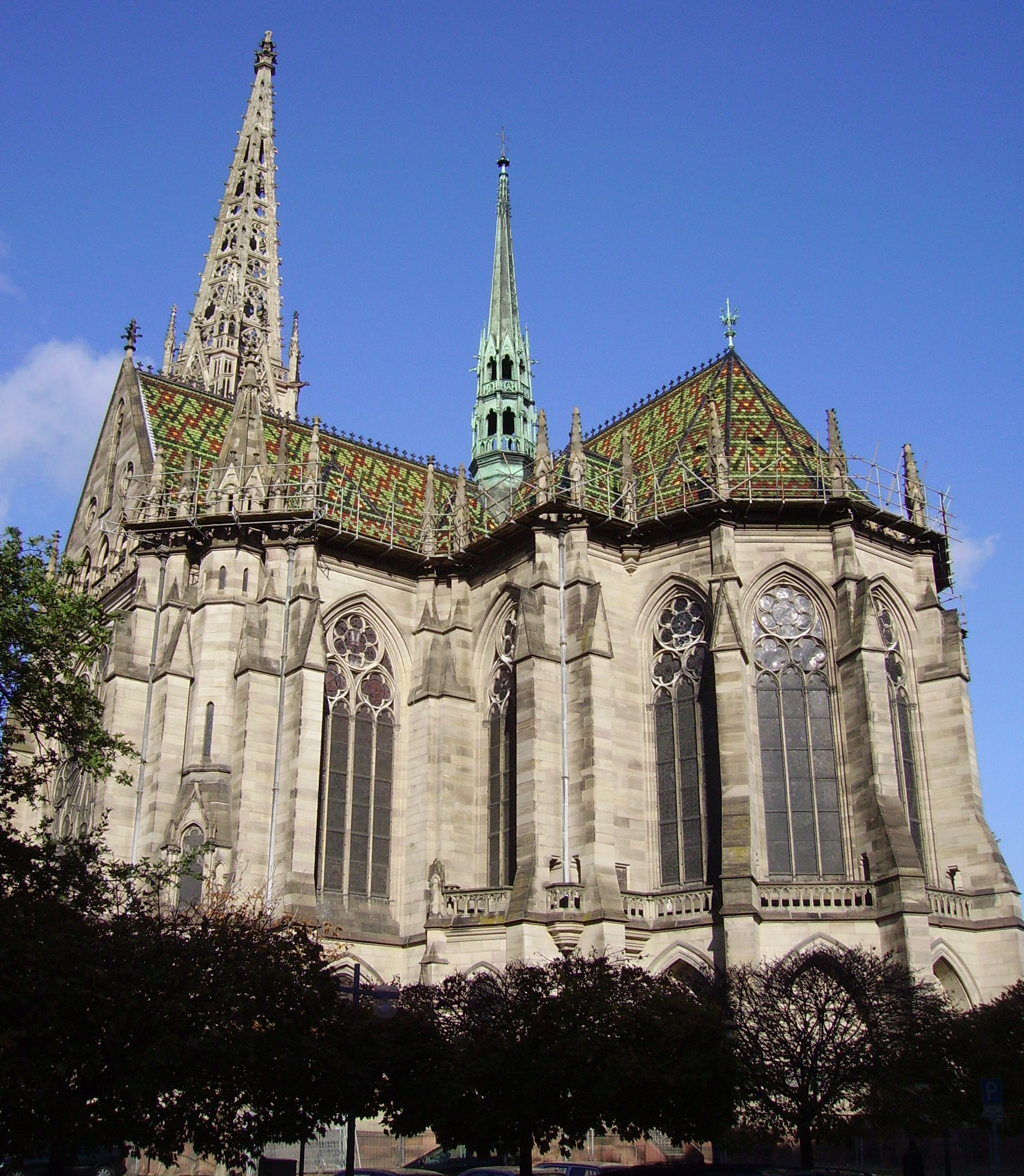
Kościół Gedächtniskirche ze strony południowo-wschodniej

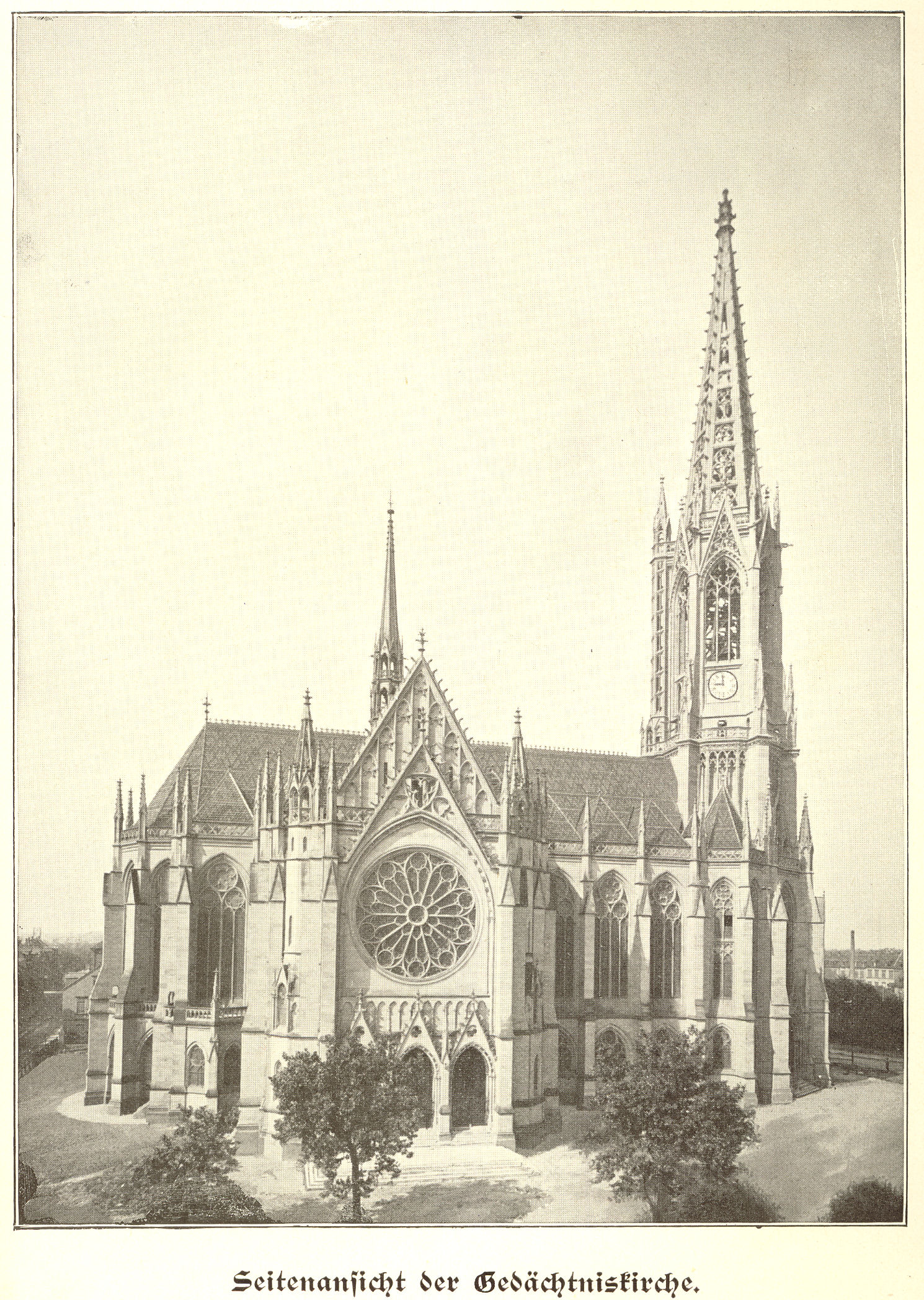
Gedächtniskirche w 1904 roku

Gedächtniskirche der Protestation (Kościół Pamięci Protestu) – został zbudowany w latach od 1893 do 1904 na pamiątkę sejmu Rzeszy w Spirze, który odbył się w 1529 roku i na którym doszło do protestu w Spirze. Jego wieża o wysokości 100 m jest najwyższą wieżą kościelną w Nadrenii-Palatynacie i najwyższą tego typu budowlą na zachód od Renu, między Kolonią a Strasburgiem.

## Przyczyna pamięci: protest w 1529

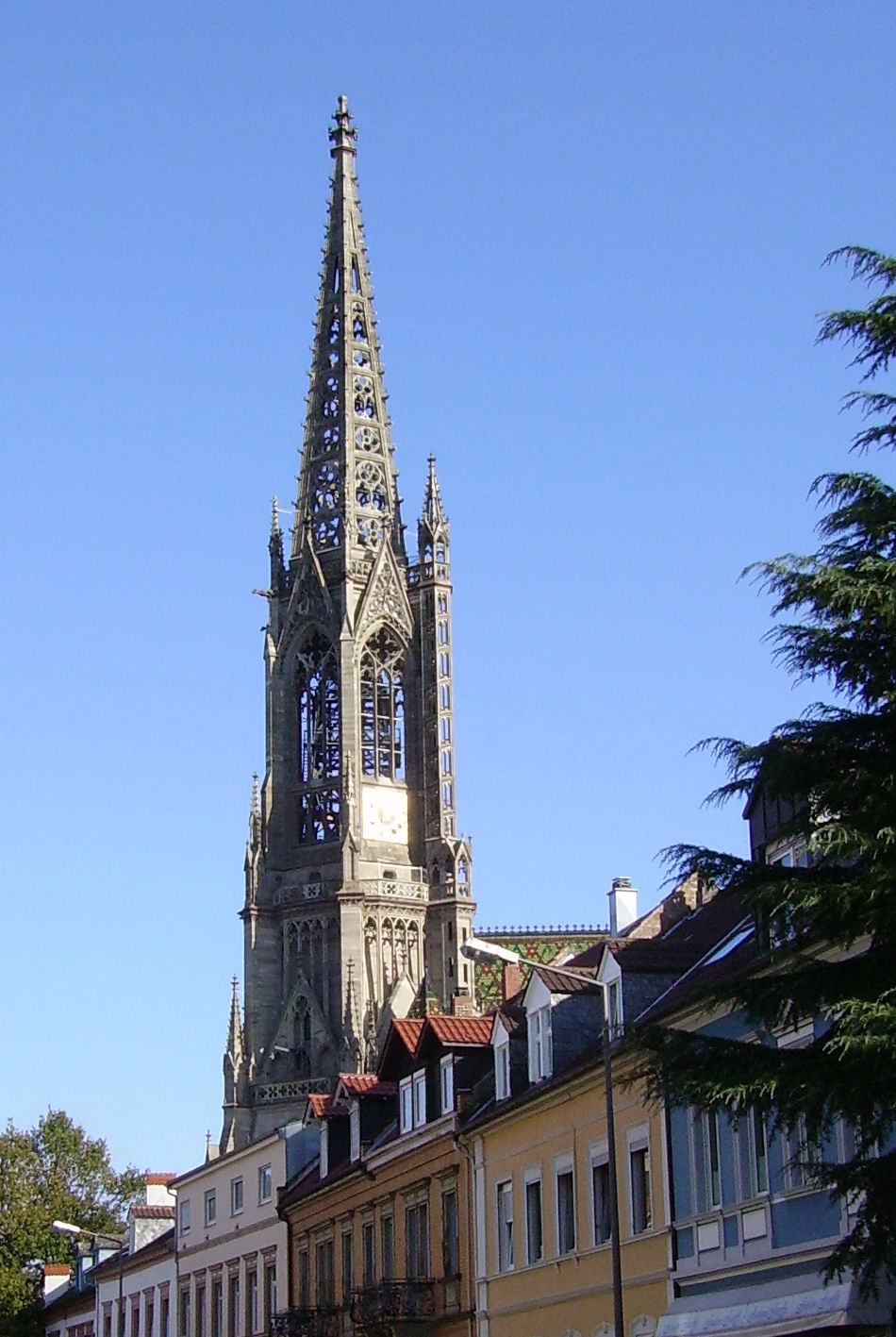
Wieża

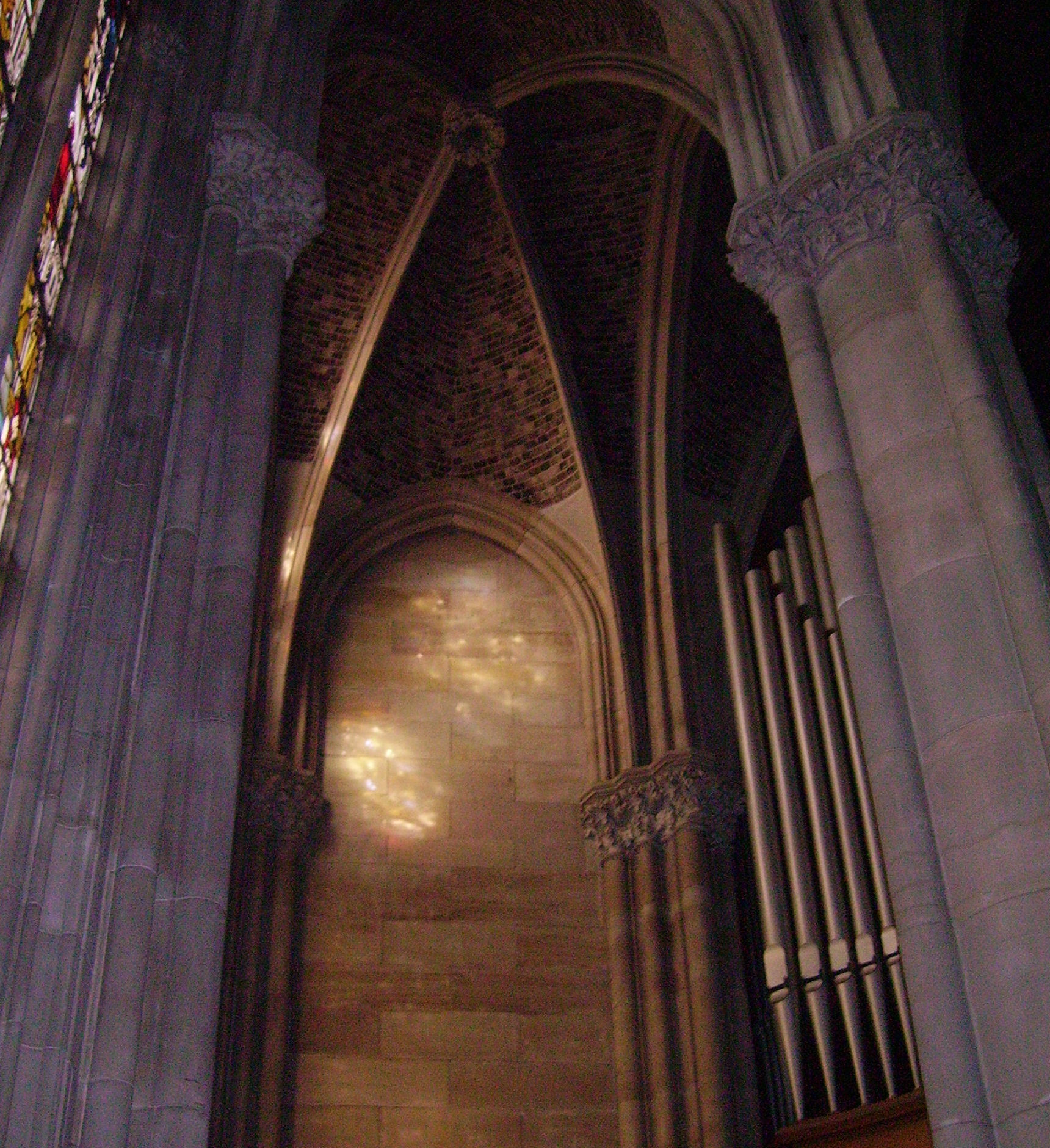
Gra kolorów we wnętrzu

Na sejmie Rzeszy w Spirze w 1529 roku książęta, którzy popierali nauki Marcina Lutra, nie godzili się z tym, aby głosowanie decydowało o przynależności religijnej. Wyrazili swój sprzeciw – protest w Spirze. Stąd pochodzi pojęcie protestantyzm. Wydarzenie to doprowadziło do rozłamu w chrześcijaństwie zachodnim na wyznanie katolickie i protestanckie.

### Idea budowy kościoła
W kończącym się XIX wieku, w okresie kulturkampfu, stosunki między protestantami a katolikami bardzo się pogorszyły w następstwie ogłoszenia dogmatów o nieomylności papieskiej i papieskim prymacie podczas pierwszego soboru watykańskiego. Spory te miały wpływ także na budowę kościoła. Gedächtniskirche (Kościół Pamięci) miał być główną świątynią protestanckiego chrześcijaństwa. Ten cel dla wielu wydawał się zbyt ambitny. Gedächtniskirche jest mało znany w Niemczech, a jeszcze mniej za granicą. Również wśród protestantów poglądy nie były jednomyślne, dlatego od powstania pomysłu do położenia kamienia węgielnego pod Gedächtniskirche minęło ponad 35 lat częściowo na ostrych dyskusjach.
Budowa Gedächtniskirche była reakcją na odnowienie i odmalowanie katedry w Spirze przez Johanna von Schraudolph w latach 1846–1856. Początkowo miał zostać odrestaurowany kościół Dreifaltigkeitskirche znajdujący się niedaleko katedry. Potem zapadła decyzja budowy nowego kościoła, zamiast renowacji tego barokowego.

## Miejsce budowy, styl budowy, architekci
Na początku planowano zbudowanie kościoła na ruinach byłego pałacu rodziny Retschelin obok Dreifaltigkeitskirche. Tutaj, jak sądzono, odbywał się sejm w 1529 roku. Do budowy tak zwanego Retscher-Kirche zostało założone stowarzyszenie, które za pozwoleniem króla bawarskiego Maksymiliana II w 1857 roku wystąpiło z apelem o datki. Datki były na razie bardzo małe, ponieważ protestanci w tym samym czasie musieli finansować pomnik Lutra w Wormacji, który w 1868 roku został odsłonięty w obecności króla pruskiego, późniejszego cesarza Wilhelma I. Podczas tego wydarzenia zbór ze Spiry nawiązał kontakty z dworem królewskim, które miały później duże znaczenie.
Gdy okazało się, że zgromadzenie w 1529 roku nie odbywało się w pałacu rodziny Retschelin, projekt nowej budowy przestał być związany ze starym miastem. W 1883 roku towarzystwo Verein zur Erbauung der Gedächtniskirche der Protestation von 1529 (Towarzystwo Budowy Kościoła Pamięci Protestu w 1529) podjęło decyzję o budowie kościoła na miejscu, gdzie się obecnie znajduje. Poza tym ogłoszenie trzynaście lat wcześniej dogmatu o papieskiej nieomylności (w 1870 roku) i utworzenie Cesarstwa Niemieckiego w 1871 r. pod panowaniem ewangelickiego cesarza dało budowie nowy impuls.
Kościół Ewangelicki Palatynatu nie powinien był ustępować katedrze. Dlatego musiano znaleźć taką formę budynku, która byłaby całkiem inna niż romańska katedra. Na rozpisany konkurs architektoniczny napłynęło 45 projektów z całego Cesarstwa Niemieckiego. Pięć z nich, które przeszły eliminacje, reprezentowały styl neogotycki. W listopadzie 1884 roku ogłoszono, że w konkursie zwyciężyło biuro architektoniczne Juliusa Flügge i Carla Nordmanna z Essen. Drugą nagrodę uzyskali Johann Vollmer i Fernando Lorenzen.

## Finansowanie i architektura

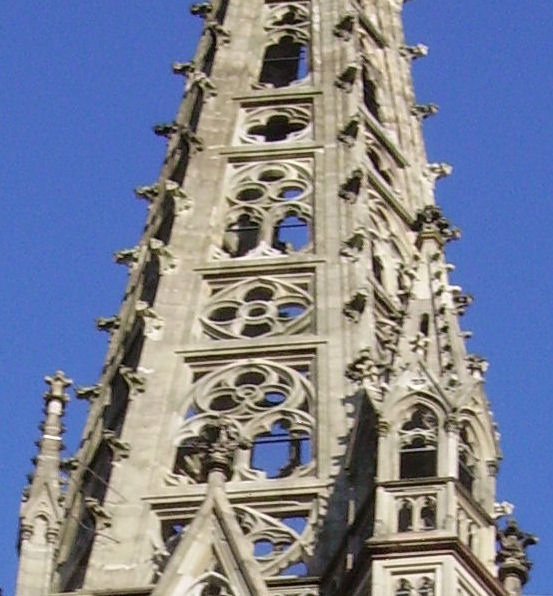
Hełm wieży

W 1890 roku nie udało się jeszcze zebrać wszystkich pieniędzy na budowę, w związku z czym Verein zur Erbauung der Gedächtniskirche der Protestation von 1529 zwróciło się do cesarza Wilhelma I, który obiecał zatroszczyć się o ukończenie kościoła. 24 sierpnia 1893 roku miało miejsce położenie kamienia węgielnego. Po jedenastu latach budowy 31 sierpnia 1904 roku Gedächtniskirche został poświęcony.
Gedächtniskirche został wzniesiony w stylu neogotyckim. Posiadał proporcjonalne czyste historyczne formy i przyjął słownikowe kształty katedry gotyckiej. Wzorem dla Gedächtniskirche były przede wszystkim neogotyckie kościoły w Wiedniu. Szczególnie wybudowany w latach 1856–1879 kościół Wotywny.

### Wymiary
- Całkowita długość kościoła wraz z wieżą: 72 m,
- Całkowita długość wewnątrz kościoła: 51 m
- Szerokość nawy głównej: 24 m
- Szerokość transeptu: 45 m
- Wysokość w kalenicy dachu: 35 m, z wieżyczką 57 m
- Powierzchnia zabudowy wewnątrz: 1.200 m²
- Wysokość sklepienia w nawie środkowej: 22 m, na skrzyżowaniu naw 24 m, w nawach bocznych 20 m
- Wysokość wieży: 100 m

### Położenie
Kościół Gedächtniskirche leży w południowo-zachodniej części miasta Spira poza starymi murami miejskimi przed byłą Landauer Tor (brama miejska w kierunku miasta Landau), gdzie w XIX wieku powstały nowe przedmieścia z zabudową w stylu Gründerzeit. Budowla stoi wolno podobnie jak katedra na wschodzie miasta.

### Materiały budowlane i stylizacja
Okazano szczególną staranność przy wyborze kamieni do budowy. Wypróbowano różne rodzaje kamienia budowlanego. Na cokół zastosowano czerwony piaskowiec z Weidenthal, który nie mógł być zastosowany do dalszej budowy z powodu obecności zbyt wielu otoczaków i przez to nie nadawał się do ciosania. Poza tym obawiano się, że czerwony kamień pod wpływem warunków atmosferycznych wkrótce ulegnie zabrudzeniu, podczas gdy wybrany biało-szary piaskowiec z Wogezów zachowa swój jasny kolor i tylko lekko ulegnie ich działaniom. Kamienie z Lauterecken nie zostały zastosowane, ponieważ tamtejsze pokłady były zbyt cienkie i żadnych większych prostopadłościanów nie było można wyrąbać. Dostarczono w sumie 6622 m³ kamienia łamanego i 1935 m³ kamienia do murowania ścian.
Przy pokryciu dachu zrezygnowano z krycia łupkiem, bowiem ten wymagał częstych napraw, ponadto byłby ciężki. Zamiast tego dach pokryto glazurowanymi dachówkami, które umocowano miedzianymi drutami.
Gedächtniskirche jest kościołem trójnawowym, halowym, o zarysie łacińskiego krzyża. Sklepienia wykonano z tufu wulkanicznego z powodu małego ciężaru tej skały. Tuż przed nawą główną stoi wysoka na 100 metrów potężna dzwonnica, która od 1904 roku jest najwyższą wieżą kościelną w Palatynacie. Na jej parterze znajduje się hall pamięci. Wieża ma 57 m wysokości do hełmu, który mierzy kolejne 43 metry.
Fasada jest bez mocnych zarysów. Dominuje rozszczepiona forma w stylu późnego gotyku, na której nie ma większych powierzchni, lecz korpus budowli otoczony jest na przemian przyporami i ścianami z oknami. Dachy są pokryte różnobarwnymi, glazurowanymi dachówkami, które tworzą wzór w kształcie małych rombów.

### Hala pamięci

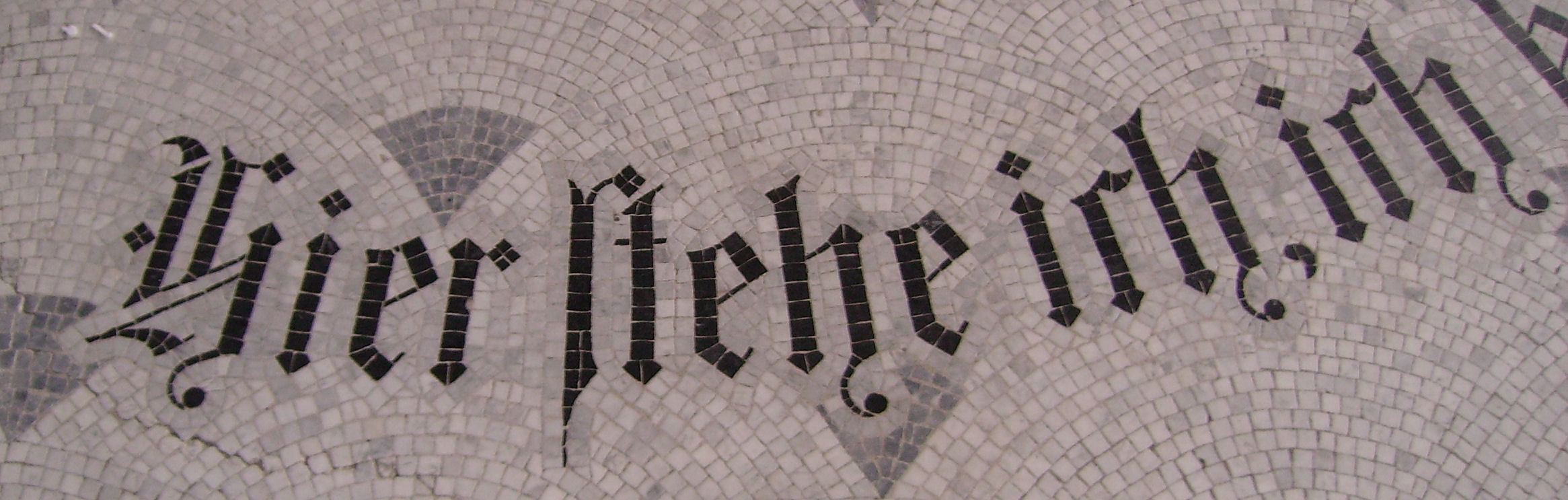
„Hier stehe ich…”

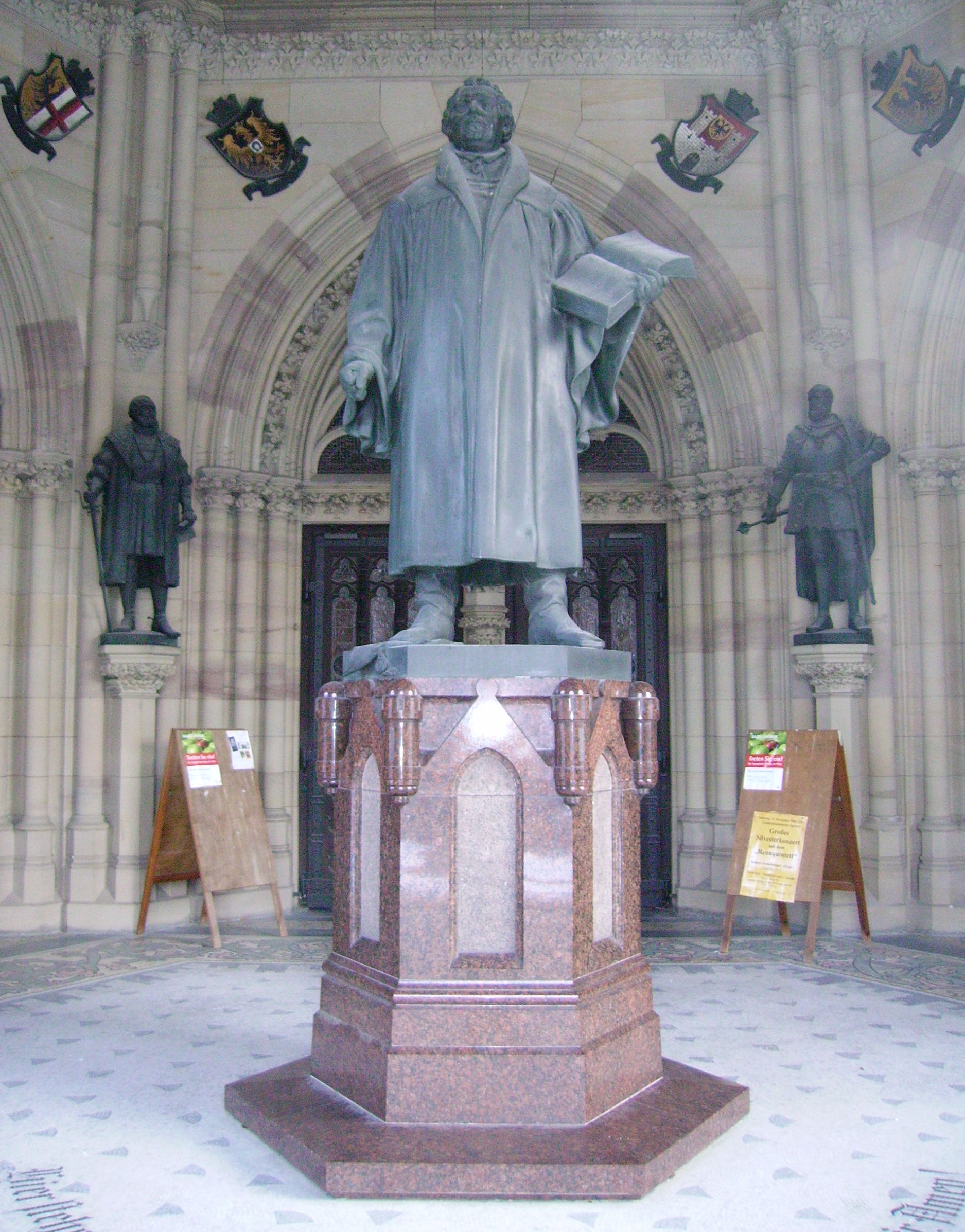
Pomnik Lutra

Na parterze wieży jest ulokowana hala pamięci, która podobnie jak wieża ma sześciokątny zarys. Świadomie wybrano położenie holu przed głównym wejściem. Ponieważ w żadnym innym miejscu nie można było wyeksponować świadków protestu, których posągi nie powinny być postawione wewnątrz kościoła.
W środku holu, na cokole ze szwedzkiego granitu, stoi brązowy posąg Marcina Lutra, ufundowany przez niemiecko-amerykańskich luteran. Marcin Luter trzyma w lewej ręce otwartą Biblię, a prawą ma zaciśniętą w pięść. Prawą stopą rozdeptuje klątwę papieską. Na podłodze widnieją słowa, które Marcin Luter wypowiedział w roku 1521 podczas sejmu w Wormacji „Hier stehe ich, ich kann nicht anders, Gott helfe mir. Amen!” (Tu stoję, inaczej nie mogę, tak mi dopomóż Bóg. Amen!).
Na sześciu postumentach są ulokowane posągi książąt wykonane przez Maxa Baumbacha, którzy 19 kwietnia 1529 roku protestowali na sejmie w Spirze:
1. Elektor Saksonii Jan Stały
2. Książę Braunschweig-Lüneburg Ernest I Wyznawca
3. Książę Braunschweig-Lüneburg Franciszek
4. Książę Anhalt Wolfgang
5. Margrabia Brandenburg-Ansbach-Kulmbach Jerzy Hohenzollern-Ansbach
6. Landgraf Hesji Filip Wielkoduszny

W punktach przecięcia żeber sklepień znajdują się herby sygnatariuszy. W pendentywach portali znajdują się herby czternastu wolnych miast Rzeszy, które przyłączyły się do protestu w Spirze: Heilbronn, Isny, Kempten, Konstancja, Lindau, Memmingen, Nördlingen, Norymberga, Reutlingen, St. Gallen, Strasburg, Ulm, Wissembourg, Bad Windsheim.

### Portal główny
Dwuczęściowy portal główny pokazuje na środkowym słupie figurę króla Dawida z harfą wykonaną z piaskowca, który odwiedzających kościół wita słowami psalmu napisanymi na zwoju: „Der Herr behüte deinen Ausgang u. Eingang von nun an bis in Ewigkeit” („Pan strzec będzie wyjścia i wejścia twego, odtąd aż na wieki”) Psalm 121.8
Poza tym postać jego zwraca uwagę na szczególną rolę muzyki w kościele protestanckim.
Przy wewnętrznej stronie portalu stoi anioł z otwartą książką, który wychodzącym odwiedzającym kościół dla zachowania słów Bożych przypomina:
„Selig, die Gottes Wort hören u. bewahren” (Błogosławieni, którzy słowo Boże słuchają i strzegą go).

### Wnętrze
Wnętrze kościoła we wszystkich częściach jest konstrukcją halową i z krzyżowo-żebrowymi sklepieniami, które zmierzają do środka. Dwupiętrowy rzut wnętrza jest uwarunkowany przez empory, które obiegają prawie całą przestrzeń i brakuje jej tylko w apsydzie. Zarys podstawy z krótką nawą i urządzeniu jako halowo-emporowe są w budowie kościołów protestanckich szeroko rozpowszechnione i ze szczególnym przeznaczeniem kościoła jako miejscem głoszenia Słowa Bożego. Dlatego unikało się z powodów akustycznych dużych naw i tworzyło się miejsce dla dużego audytorium z emporami.
Wnętrze kościoła różni się od średniowiecznej katedry przez rezygnację z tynkowania i malowania. Kamienie ciosane, filary, ściany, sklepienia żebrowe i maswerki pozostają widoczne; jedyne barwienie zostaje zachowane na witrażach.

### Wyposażenie

#### 36 witraży
Jak w gotyckiej katedrze zaprojektowane są kolorowe witraże stanowiące elementarną część składową budowli. Okna pochodzą z dziewięciu znanych pracowni, z różnych miast byłego cesarstwa. 36 witraży wykonano w stylu historyzmu.
Wysokie okna w apsydzie wykonane przez Karla de Bouché, ufundowała ostatnia para cesarska, cesarz Wilhelm II i jego żona Augusta Wiktoria. Z tego powodu ta część z ołtarzem nazywana jest chórem cesarskim. Siedem główek aniołków w trzech środkowych oknach są portretami dzieci cesarza. Wilhelm II mówił o tym przedstawieniu swoich dzieci:
„Wcześniej było siedem urwisów, dzisiaj są to aniołki.”

#### Okna na parterze.

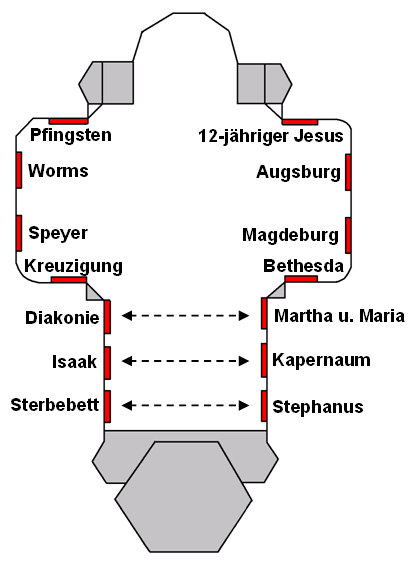
Okno na parterze

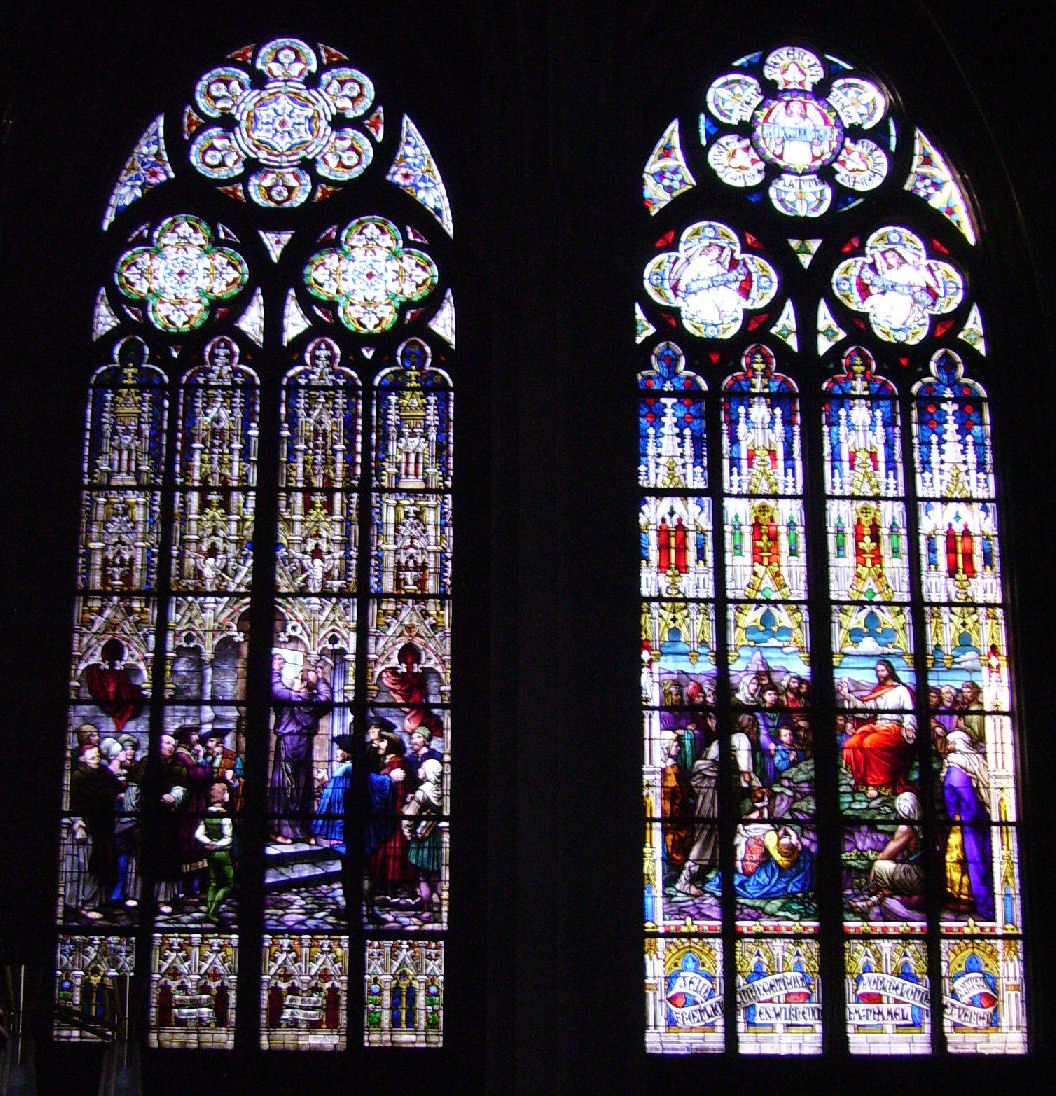
Przybicie tez i Kazanie na górze

1. Łoże śmierci chrześcijanki jest symbolem istoty cnoty nadziei i odpowiada na prawej stronie męczeństwu Szczepana.
2. Ofiarowanie Izaaka przez swojego ojca Abrahama jest symbolem istoty cnoty wiary. Oknu temu odpowiada po prawej stronie przedstawienie setnika z Kafarnaum.
3. Działanie diakonis symbolizuje istotę cnoty miłość i pracę diakonii. Po prawej stronie odpowiada mu przedstawienie Marii i Marty, które goszczą Jezusa.
4. Złożenie Jezusa do grobu.
5. Przedstawienie protestujących w Spirze z elektorem Saksonii Janem Stałym i Jakobem Sturmem von Sturmeck przypomina o proteście z roku 1529, który był powodem budowy Gedächtniskirche.
6. Przedstawienie sprzeciwiających się w Wormacji Georga von Frundsberg i landgrafa Hesji Filipa Wielkodusznego przypomina o wystąpieniu Marcina Lutra przed sejmem w Wormacji w 1521 roku.
7. Zesłanie Ducha Świętego
8. Przedstawienie dwunastoletniego Jezusa w świątyni odpowiada erudycji Melanchtona na sąsiednim oknie.
9. Przedstawienie spotkania w Augsburgu Filipa Melanchtona z kanclerzem dr. Christianem Beyer przypomina o konfesji augsburskiej z 1530 roku i wykład Christiana Beyera.
10. Przedstawienie smucących się mieszkańców Magdeburga z królem szwedzkim Gustawem Adolfem i magdeburskim kaznodzieją katedralnym dr Reinhardtem Bake przypomina o zniszczeniu miasta Magdeburga podczas wojny trzydziestoletniej przez Johanna von Tilly.
11. Jezus błogosławi chorego przy Sadzawce Betezda jest jednym z cudów Jezusa.

Pierwsze trzy boczne okna po portalu głównym symbolizują wiarę, nadzieję i miłość podstawowe wartości chrześcijaństwa:
- Jezus u Marii i Marty jest przykładem miłości bliźniego.
- Rzymski setnik z Kafarnaum jest przykładem siły wiary.
- Ukamienowanie Szczepana przypomina o pierwszym chrześcijańskim męczenniku.

#### Okna w holu wieży
Trzy duże okna ponad portalem pokazują w środku Lutra, w bocznych oknach mecenasów reformacji.
1. Książę Palatynatu-Zweibrücken Ludwik Wittelsbach (Pfalz-Zweibrücken) i elektor Palatynatu Reńskiego Otto Henryk Wittelsbach, książę Palatynatu–Zweibrücken Ludwik II Wittelsbach (Pfalz-Zweibrücken) brał udział w sejmie w Wormacji w 1521 roku jako młody mężczyzna i popierał nauki Lutra. Starał się również o to, że w 1529 roku doszło do dysputy teologicznej w Marburgu. Elektor Otto Henryk Wittelsbach utrzymywał kontakty z Filipem Melanchtonem i troszczył się o kontynuowanie reformacji w Heidelbergu i Palatynacie.
2. Luter w 1520 roku pali bullę papieską. Papież Leon X wydał bulę grożącą ekskomuniką „Exsurge Domine”, w której oskarża Marcina Lutra z powodu kacerstwa. Luter odmówił wycofania się i spalił ją i książki swego przeciwnika, tomy kościelnego prawa kanonicznego jako kontrreakcję na spalenie jego pism. Po tym publicznym spaleniu zerwanie z rzymskim kościołem było przesądzone.
3. Elektor Saksonii Fryderyk III Mądry i Franz von Sickingen. Fryderyk III Mądry był nie tylko protektorem Lutra, lecz także założycielem uniwersytetu w Wittenberdze. Franz von Sickingen był przywódcą rycerzy Rzeszy i przyjacielem Ulricha von Huttena. On sam określał swoje powstanie rycerskie przeciw arcybiskupowi w Trewirze „Heerzug für Christi Ehre gegen die Feinde der evangelischen Wahrheit” (Kampania wojenna dla chwały Chrystusa przeciw wrogom prawdy ewangelickiej).

#### Okna na parterze w emporach

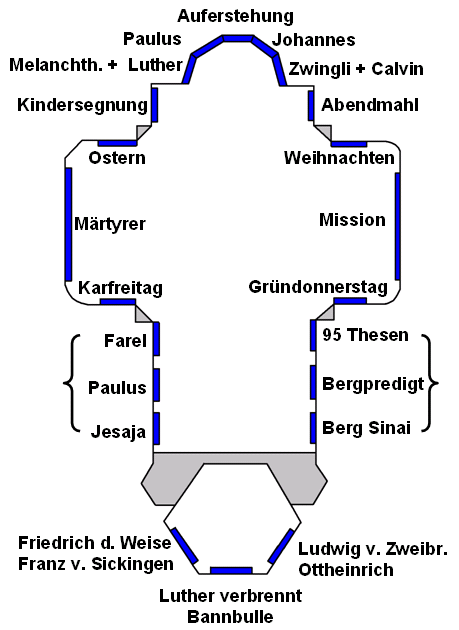
Okno na parterze

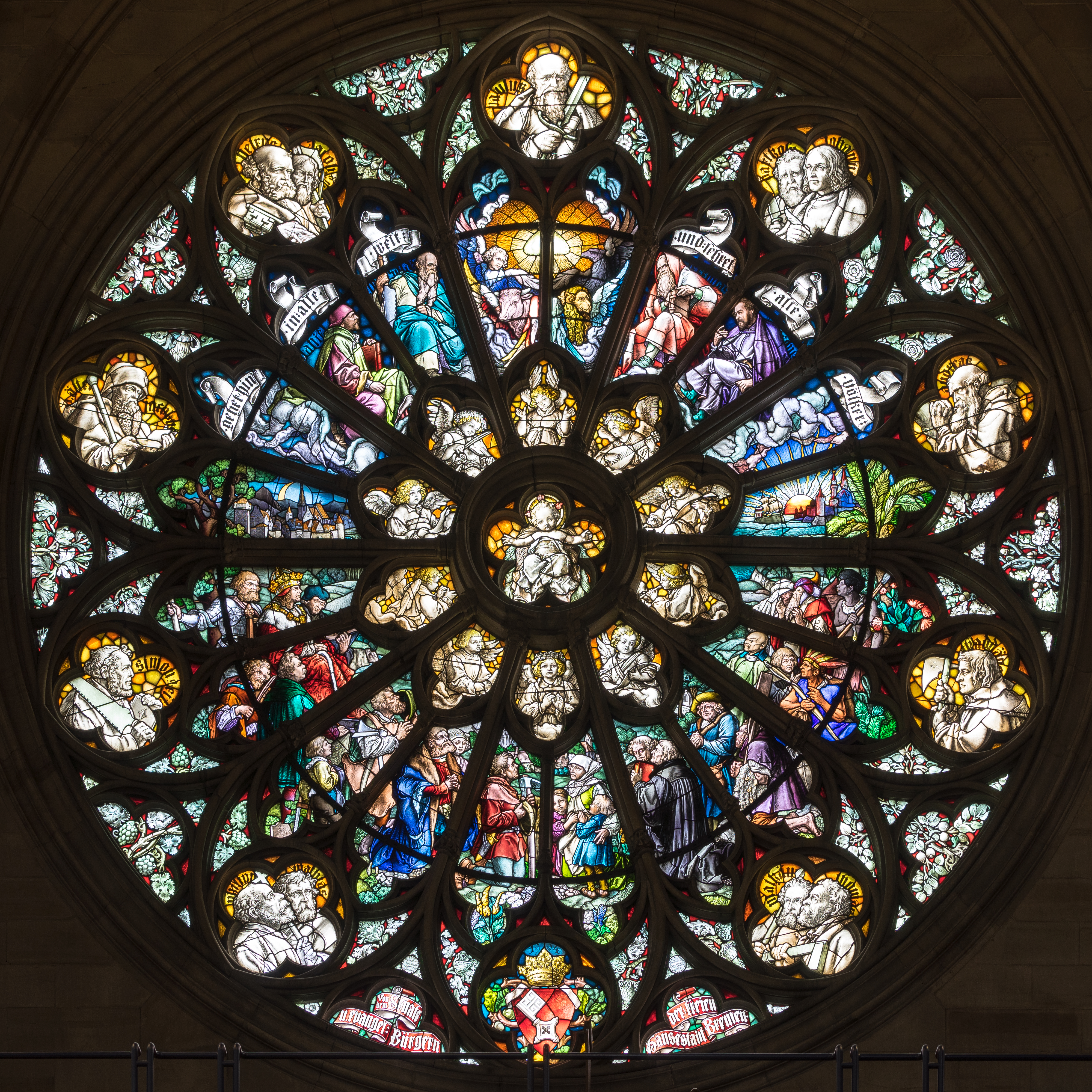
Okno misji (średnica: 10 metrów)

Pierwsze trzy duże okna po lewej stronie przedstawiają powołania:
1. Powołanie proroka Izajasza (Izajasz przypuszczalnie jako pierwszy zapowiedział oczekiwanie na Mesjasza).
2. Powołanie apostoła Pawła (Paweł przeobraża się przez wydarzenie w drodze do Damaszku z prześladowcy Chrystusa w jego stronnika).
3. Wilhelm Farel powołuje Jana Kalwina do Genewy. Powołanie to w 1536 roku jest tu porównywane z powołaniem Izajasza w Starym Testamencie i z powołaniem Pawła w Nowym Testamencie.
4. Na oknie Wielki Piątek zostało przedstawione ukrzyżowanie Jezusa. To przedstawienie pasyjnej historii odpowiada naprzeciw znajdującemu się wydarzeniu wielkanocnemu.
5. Lewy transept z różą: okno męczeństwa (Zwraca uwagę na wydarzenia z historii kościoła: na końcu lewej nawy znajduje się okno męczeństwa z białym krzyżem w centrum, z zaprojektowanym herbem Lutra, tak zwaną różą Lutra, mężczyźni i kobiety, starzy i młodzi zostali wypędzeni z powodu wiary. Na przodzie kroczą duchowni w togach z podniesionym kielichem spowiednim i Biblią. W centrum okna, dookoła róży Lutra, stoi cytat z Biblii „Selig sind, die um der Gerechtigkeit willen verfolgt werden.” „Błogosławieni, którzy cierpią prześladowanie z powodu sprawiedliwości”.) Mt 5.10.
6. Okno wschodnie pokazuje poranek wielkanocny, gdy kobiety udają się do pustego grobu Jezusa i widzą anioła.
7. Okno z chrztem znajduje się ponad chrzcielnicą i pokazuje jak Jezus błogosławi dzieci.
8. Reformatorzy Melanchton i Luter podają sobie rękę na znak, że osobiście się znali.
9. Apostoł Paweł, co wiąże się z obrazem Albrechta Dürera, czterej apostołowie i z oknami apostołów z katedry w Augsburgu i z Ratyzbonie.
10. Zmartwychwstający i błogosławiący Chrystus.
11. Początkowo na miejscu apostoła Jana był przewidziany (równolegle do Pawła) apostoł Piotr. Jednak przez wzgląd na fakt, iż Kościół katolicki sprowadza Piotra do początków papiestwa, pozostał Jan.
12. Reformatorzy Huldrych Zwingli i Jan Kalwin nie podają sobie rąk, oznaka tego, że się nie spotkali.
13. Ostatnia wieczerza nie nawiązuje tu do Ostatniej Wieczerzy, lecz pokazuje elektora Brandenburgii Joachima II Hektora i jego małżonkę, którzy po raz pierwszy przyjęli komunię pod dwoma postaciami. (Berlin 1539)
14. Okno Bożonarodzeniowe pokazuje objawienie anioła pasterzom.
15. Prawa rozeta w transepcie: okno misyjne jest wydarzeniem z Biblii: w środku okna stoi Jezus jako dziecko. Na zewnętrznych płatkach kwiatowych znajduje się 12 portretów młodego Jezusa i apostoła Pawła. Najbliżej apostoła Pawła stoją cztery postaci-symbole (anioł, lew, byk i orzeł) dla czterech ewangelistów.
16. Okno na Wielki Czwartek pokazuje Jezusa w ogrodzie Getsemane. Prosi ojca: „Mein Vater, ist’s möglich, so gehe dieser Kelch an mir vorüber; doch nicht wie ich will, sondern wie du willst!”. („Ojcze mój, jeśli można, niech mnie ten kielich minie, wszakże nie jako Ja chcę, ale jako Ty”.) Mt 26.39.

Duże okna nad emporami pokazują po prawej stronie trzy wydarzenia, z którymi zostały ogłoszone wytyczne ludzkiego chrześcijańskiego życia:
1. Okno reformacji pokazuje przybicie tez przez Lutra w Wittenberdze w 1517 roku i pozostaje w związku z kolejnym ogłoszeniem „woli Bożej”, Jezus i Mojżesz.
2. Kazanie Jezusa na górze ze słynnymi błogosławieństwami (Ewangelii Mateusza 5,3-10) stoi w związku z tradycją ksiąg dydaktycznych Starego Testamentu („Wohl dem, der …“). Ich zawartość przedstawia jednakże w codziennej mierze błogosławieństwo szczęścia dla tych, którzy są ubodzy w duchu, smutni, cierpliwi, sprawiedliwi, miłosierni, pokojowi i gotowi na cierpienie.
3. Mojżesz przyjmuje dziesięć przykazań na górze Synaj. Dziesięć przykazań ma w judaizmie i chrześcijaństwie podstawowe znaczenie.

#### Pulpit do czytania

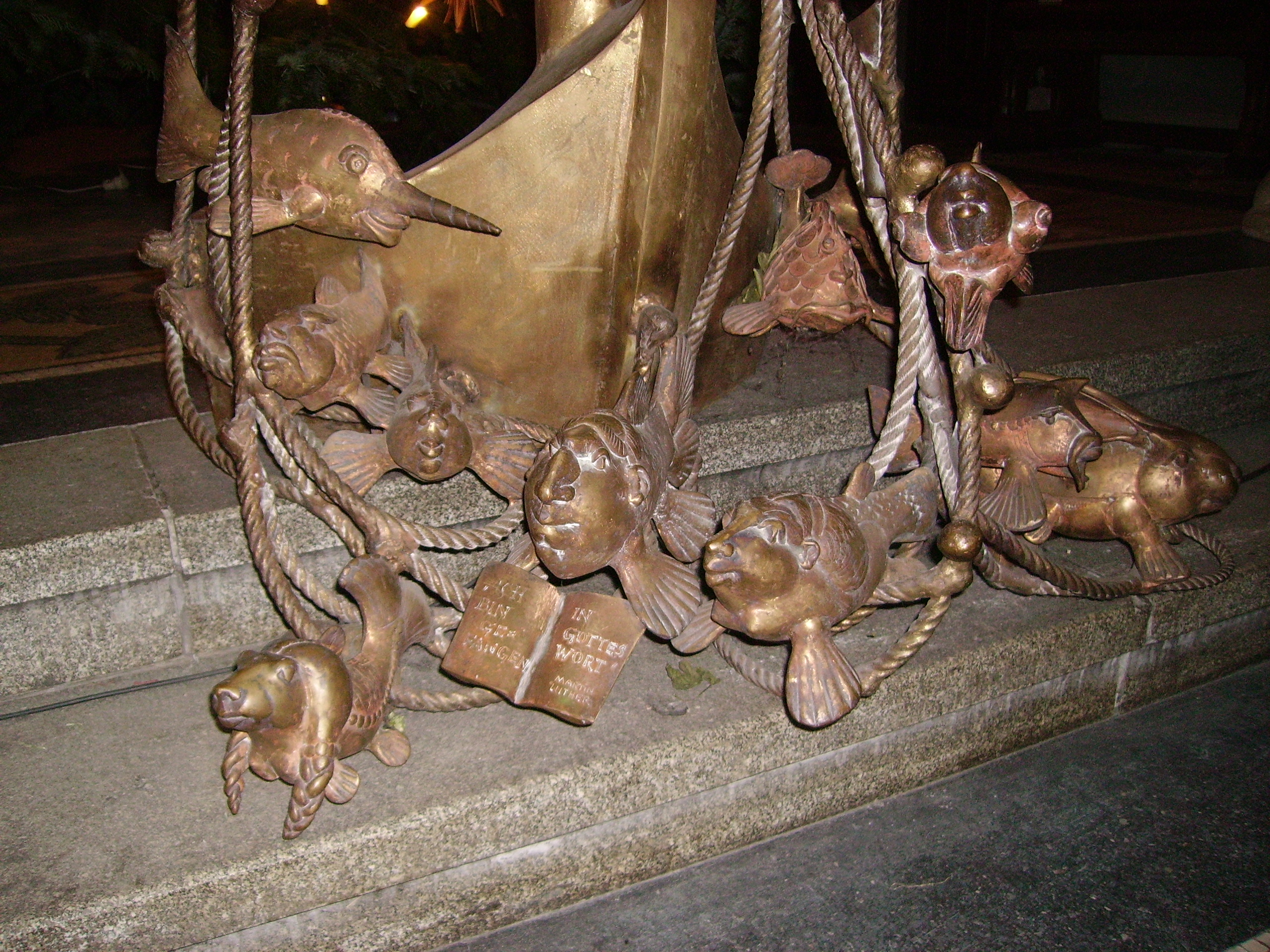
Pulpit do czytania

Pulpit do czytania przy ołtarzu jest nowoczesny. Jest dziełem rzeźbiarza z Palatynatu Gernota Rumpfa, który również tu, jak i w innych miejscach pokazał swój humor i palatyński dialekt wprowadził do architektury kościoła. Przedstawia siatkę i nawiązuje do biblijnych słów Jezusa do Piotra „Von nun an sollst du Menschen fangen.” („Od teraz ludzi łowić będziesz”.)
Na pulpicie wisi sieć, w którą zostały złapane ryby w formie palatyńskiej postaci z podań ludowych Elwetritscha.
Grubą rybą z otwartą książką jest Marcin Luter, rybą z warkoczami obok niego jest jego żona Katarzyna von Bora.

#### Ambona

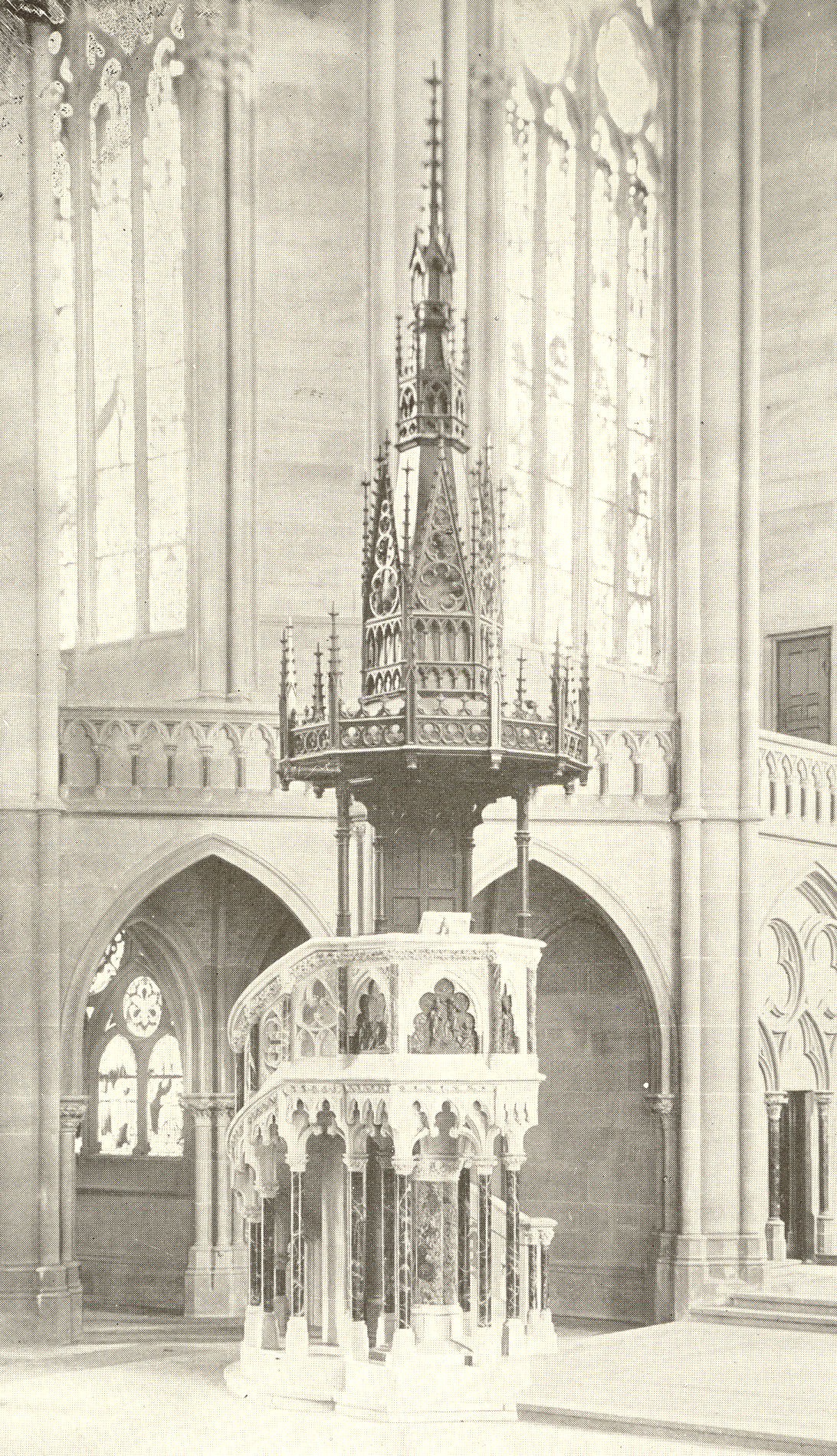
Ambona

Ambona jest wspaniałą bogatą konstrukcją z różnych materiałów. W korpusie ambony są wpuszczone cztery wykonane z brązu reliefy z przedstawieniami narodzin, chrztu, ukrzyżowania i zmartwychwstania Chrystusa. Baldachim z dębowego drewna pokazuje bogatą konstrukcję w stylu gotyckiego sakramentarium. Już wkrótce po poświęceniu kościoła uznano, że forma ta jest przeładowana, ale ją ani nie usunięto, ani nie uproszczono.
Do zbudowania ambony wybrano różnobarwne rodzaje marmuru:
żółto-biały na cokół,
czerwono-biały na środkowy okrągły filar,
zielonkawy na smukłe kolumny,
jasnoszary piaskowiec z Wogezów na stopnie, balustradę i kosz mównicy.
Ambonę ufundował amerykański magnat kolejowy John Pierpont Morgan, kolumny są darem od Williama Zieglera, również z Nowego Jorku.

#### Stalle
Dębowe ławy pokazują na policzkach dekoracyjne formy, które także występują na kościele i przedstawiają herby i nazwiska fundatorów. Stalle posiadają około 1800 miejsc siedzących.

#### Organy

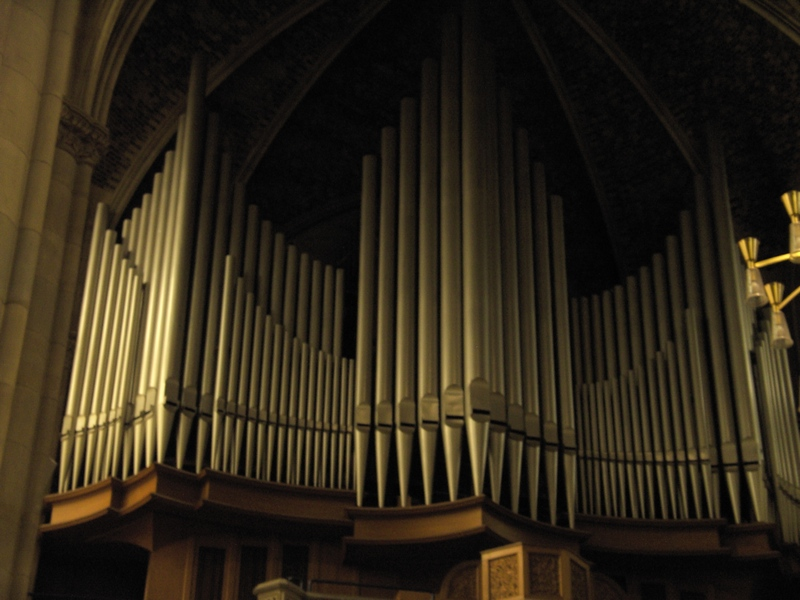
Organy w Gedächtniskirche

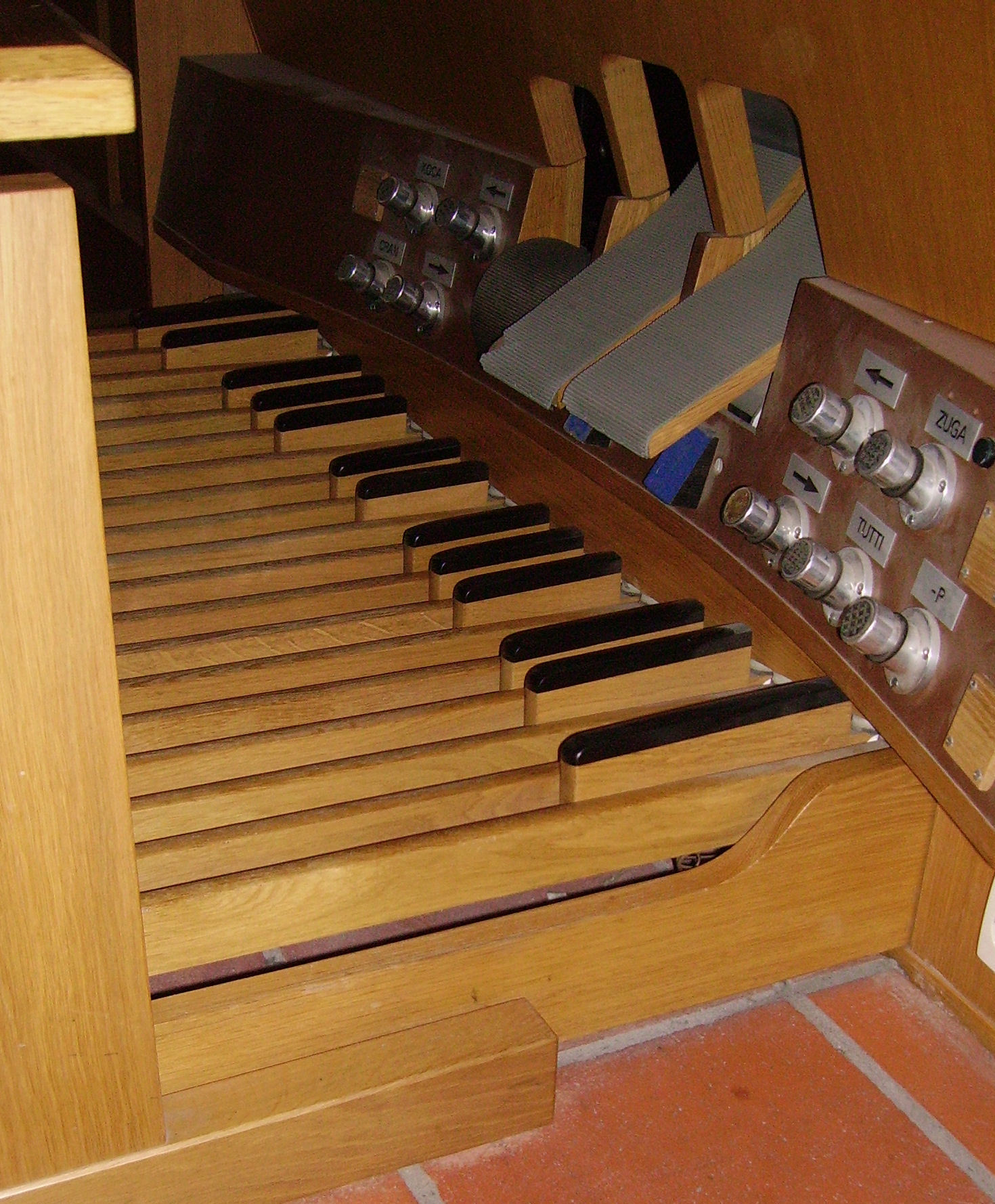
Pedały organów

Pierwsze organy już nie istnieją. Te zapoczątkowane przez firmę C.F. Weigle w 1900 roku i w 1902 roku ukończone przez Öttinger Firma Steinmeyer z 65 brzmiącymi registrami, podzielonymi na 4 manuały i jeden pedał, zostały w 1938-1939 roku przebudowane. Dzisiejsze z 1979 roku wykonane w warsztacie Detlefa Kleukera w Bielefeld posiadają 95 registrów i są największymi organami w południowo-zachodnich Niemczech. Dekoracja i ramy pochodzą z 1939 roku i zostały zaprojektowane przez monachijskiego rzeźbiarza Hansa Millera.
| I Hauptwerk C–c4 |                |       |
| 1.               | Praestant      | 16′   |
| 2.               | Hohlpfeife     | 16′   |
| 3.               | Prinzipal      | 8′    |
| 4.               | Oktave         | 8′    |
| 5.               | Holzflöte      | 8′    |
| 6.               | Viola da Gamba | 8′    |
| 7.               | Quinte         | 51/3′ |
| 8.               | Oktave         | 4′    |
| 9.               | Weitprinzipal  | 4′    |
| 10.              | Blockflöte     | 4′    |
| 11.              | Quinte         | 2²/3′ |
| 12.              | Superoktave    | 2′    |
| 13.              | Mixtur IV      | 2′    |
| 14.              | Scharf V       | ²/3′  |
| 15.              | Zimbel III     | 1/4′  |
| 16.              | Trompete       | 16′   |
| 17.              | Trompete       | 8′    |
| 18.              | Clairon        | 4′    |

| II Unterwerk C–c4 |                |       |
| 19.               | Prinzipal      | 8′    |
| 20.               | Copula         | 8′    |
| 21.               | Oktave         | 4′    |
| 22.               | Rohrflöte      | 4′    |
| 23.               | Quintade       | 4′    |
| 24.               | Oktave         | 2′    |
| 25.               | Waldflöte      | 2′    |
| 26.               | Larigot        | 1/3′  |
| 27.               | Nachthorn      | 1′    |
| 28.               | Mixtur IV      | 1/3′  |
| 29.               | Zimbel III     | 1/2′  |
| 30.               | Sesquialter II | 2²/3′ |
| 31.               | Carillon III   |       |
| 32.               | Rankett        | 16′   |
| 33.               | Krummhorn      | 8′    |
| 34.               | Harfenregal    | 8′    |
|                   | Tremulant      |       |
|                   | Celesta        |       |

| III Schwellwerk C–c4 |                   |       |
| 35.                  | Bourdon           | 16′   |
| 36.                  | Prinzipal         | 8′    |
| 37.                  | Flûte harmonique  | 8′    |
| 38.                  | Holzgedackt       | 8′    |
| 39.                  | Salicional        | 8′    |
| 40.                  | Geigenschwebung   | 8′    |
| 41.                  | Oktave            | 4′    |
| 42.                  | Flûte traversière | 4′    |
| 43.                  | Spitzgambe        | 4′    |
| 44.                  | Nazard            | 2²/3′ |
| 45.                  | Doublette         | 2′    |
| 46.                  | Gemshorn          | 2′    |
| 47.                  | Tierce            | 1³/5′ |
| 48.                  | Septième          | 1/7′  |
| 49.                  | Fourniture III    | 2²/3′ |
| 50.                  | Mixtur V          | 1/3′  |
| 51.                  | Glockenzimbel III | 1/3′  |
| 52.                  | Basson            | 16′   |
| 53.                  | Trompette harm.   | 8′    |
| 54.                  | Hautbois          | 8′    |
| 55.                  | Clairon           | 4′    |
|                      | Tremulant         |       |

| IV Kronwerk C–c4 |             |     |
| 56.              | Grobgedackt | 8′  |
| 57.              | Quintade    | 8′  |
| 58.              | Prinzipal   | 4′  |
| 59.              | Koppelflöte | 4′  |
| 60.              | Flachflöte  | 2′  |
| 61.              | Scharf V    | 1′  |
| 62.              | Terzian II  |     |
| 63.              | Holzdulcian | 16′ |
| 64.              | Vox humana  | 8′  |
| 65.              | Schalmei    | 4′  |

| V Bombardenwerk C–c4 |                  |     |
| 66.                  | Bourdon          | 8′  |
| 67.                  | Flûte            | 4′  |
| 68.                  | Cornet V         | 8′  |
| 69.                  | Plein Jeu VIII   | 2′  |
| 70.                  | Bombarde en ch.  | 16′ |
| 71.                  | Trompette en ch. | 8′  |
| 72.                  | Trompette        | 8′  |
| 73.                  | Clairon          | 4′  |

| Pedal C–g1 |               |        |
| 74.        | Prinzipal     | 32′    |
| 75.        | Prinzipal     | 16′    |
| 76.        | Subbass       | 16′    |
| 77.        | Gedackt       | 16′    |
| 78.        | Violon        | 16′    |
| 79.        | Quinte        | 10²/3′ |
| 80.        | Oktavebass    | 8′     |
| 81.        | Bassflöte     | 8′     |
| 82.        | Gambe         | 8′     |
| 83.        | Choralbass    | 4′     |
| 84.        | Quintadena    | 4′     |
| 85.        | Blockflöte    | 2′     |
| 86.        | Rohrpfeife    | 1′     |
| 87.        | Mixtur 1 IV   | 4′     |
| 88.        | Mixtur 2 IV   | 2′     |
| 89.        | Basszink IV   | 51/3′  |
| 90.        | Bombarde      | 32′    |
| 91.        | Posaune       | 16′    |
| 92.        | Fagott        | 16′    |
| 93.        | Trompete      | 8′     |
| 94.        | Lure          | 4′     |
| 95.        | Singend Regal | 2′     |

- Koppeln: II/I, III/I, IV/I, V/I, III/II, IV/II, V/II, V/IV, I/P, II/P, III/P, IV/P, V/P

Spielhilfen: Feste Kombinationen (Tutti, Walze/Walze ab, Absteller für 16′/32′-Zungen: general und einzeln), 16fache Setzeranlage,

#### Dzwony
Z pierwotnych dzwonów, które 14 lutego 1900 roku odlał Franz Schilling w Apolda, a zostały ufundowane przez cesarza Wilhelma II, Kaiserglocke (f0, 9.130 kilogramów) przetopiono w 1942 roku w Hamburgu. Oprócz podobizny cesarza Wilhelma I nosiły też napis „Welch eine Wendung durch Gottes Fügung!”. Cztery pozostałe odlane w 1903 roku Gustav-Adolf-Glocke (as0, 4.660 kilogramów), Martin-Luther-Glocke (b0, 3.298 kilogramów), Bayernglocke (c1, 2.800 kilogramów) i Evangelische Arbeitervereinsglocke (es1, 1.250 kilogramów) po zakończeniu wojny wróciły, ale zdaniem ekspertów od dzwonów były tak małej jakości, że w roku 1959 zamówiono nowe w Karlsruhe w Glockengießerei Bachert. Zostały one również brzmieniowo dopasowane do sąsiednich. Te dzwony powstałe z datków noszą imiona znanych reformatorów i ich współpracowników, jak również zasłużonego dla luteranizmu króla szwedzkiego Gustawa II Adolfa.
Wybijanie godzin zostało wzorowane na biciu Big Bena w Westminster.
| Nr | Nazwa             | Rok odlania | Odlewnia, Miejsce odlania          | Średnica (mm) | Waga (kg) | Tonacja (HT-1/16) |
| 1  | Marcin Luter      | 1959        | Glockengießerei Bachert, Karlsruhe | 2333          | 7450      | f0 +1             |
| 2  | Jan Kalwin        | 1959        | Glockengießerei Bachert, Karlsruhe | 1957          | 4452      | as0 +3            |
| 3  | Huldrych Zwingli  | 1959        | Glockengießerei Bachert, Karlsruhe | 1595          | 2530      | c1 +2             |
| 4  | Gustaw Adolf      | 1959        | Glockengießerei Bachert, Karlsruhe | 1331          | 1578      | es1 +5            |
| 5  | Filip Melanchton  | 1959        | Glockengießerei Bachert, Karlsruhe | 1162          | 1106      | f1 +4             |
| 6  | Martin Bucer      | 1959        | Glockengießerei Bachert, Karlsruhe | 1006          | 729       | as1 +7            |
| 7  | Zacharias Ursinus | 1959        | Glockengießerei Bachert, Karlsruhe | 934           | 627       | b1 +6             |
| 8  | Johannes Bader    | 1959        | Glockengießerei Bachert, Karlsruhe | 835           | 443       | c² +5             |

## Kronika
- 1857: Założenie Retscher-Vereins, pierwszego towarzystwa budowlanego mającego na celu przypomnienie protestu ewangelickiego mniejszości na sejmie w Spirze w 1529 roku. Tam przyjęto, że kościół zostanie zbudowany na miejscu, gdzie kiedyś odbywał się sejm. Jeszcze dzisiaj wielu starych mieszkańców Spiry określa ten kościół jako Retscherkirche,
- 1882: Towarzystwo przemianowuje się na „Verein zur Erbauung der Gedächtniskirche der Protestation von 1529”.
- 1883: Ustalenie miejsca budowy i ogłoszenie konkursu architektonicznego.
- 1884: Z 48 projektów wybrano projekt architekta Nordmanna z Essen.
- 1891: Pierwsze wbicie łopaty w obecności pierwszego wielkiego darczyńcy Heinricha Hilgarda.
- 24 sierpnia 1893: Położenie kamienia węgielnego w okolicy dzisiejszej ambony.
- 1900: Dokończenie stanu surowego budynku kościelnego z wieżą.

31 sierpnia 1904: Poświęcenie kościoła w czterech nabożeństwach.
- 1929: Rocznica 400-lecia sejmu w Spirze przyciąga ponad 100 000 odwiedzających.
- 1961–1969: Remont nawy kościelnej przez czyszczenie i impregnację kamieni, częściowa wymiana kamieni.
- 1973–1977: Remont wieży przez czyszczenie i impregnację kamieni, częściowa wymiana kamieni.
- 1991–1997: Poważne szkody przy północnej ścianie szczytowej z odpryskami prowadzą do postawienia rusztowań, któremu towarzyszy postawienie rusztowań przy hełmie wieży dla oszacowania szkód i zabezpieczenia.
- 28–29 kwietnia 1998: Kolokwium z wszystkimi znanymi mistrzami budowlanymi od katedr od Kolonii po Strasburg, od Freiburga po Ulm i fachowców uniwersyteckich do koncepcji renowacji pod kierownictwem najwyższej rady kościelnej Zeitler dla osiągnięcia obejmującego i długoterminowego działania koncepcji remontu.
- 1998: Renowacja na bazie planu przy osi wzoru wieży, dokumentacji i zbadaniu wyników, jednocześnie założenie drugiego towarzystwa budowy.
- 1999–2009: Gruntowny remont według wynalezionych i wypróbowanych koncepcji przez firmę Hanbuch z Manheim.
- 1998–2001 Remont hełmu wieży: koszt 2.217.842,30 €
- 2000–2002 Remont środkowej części wieży: koszt 1.895.414,73 €
- 2003–2004 Remont podstawy wieży, holu pamięci i przednich bocznych wieżyczek: koszt 1,733.058,55
- 2004–2009 Remont transeptu: koszt 3.143.056,21 €
- 2005–2009 Remont nawy głównej: koszt 517.439,07 €
- 2007–2009 Remont wschodniego zakończenia: koszt 2.147.399,55 € [4]

## Odbiór
Podziw dla budowy kościoła Gedächtniskirche udzielił się nie tylko protestantom.

### Kościół Josephskirche

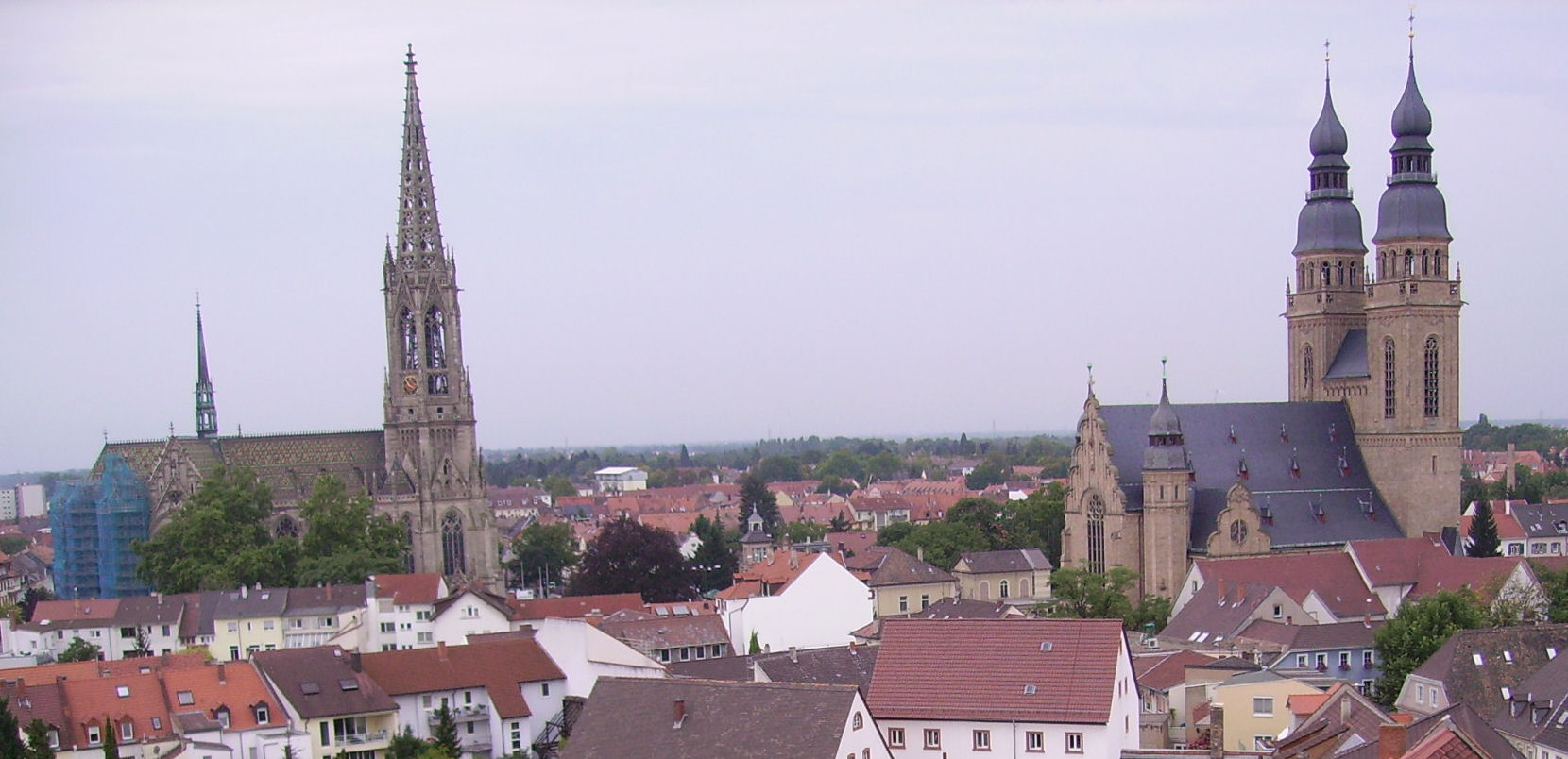
Kościół Gedächtniskirche i kościół Josephskirche (Speyer)

Także katolicy nie mogli się z „protestancką katedrą” pogodzić. Gdy towarzystwo do budowy kościoła Gedächtniskirche nabyło plac pod budowę na obrzeżach miasta, katolicy starali się o miejsce budowy w bezpośrednim sąsiedztwie. I tak w 1887 roku zostało założone katolickie towarzystwo do budowy kościoła. W 1912 roku został położony kamień węgielny pod budowę kościoła katolickiego i już w 1914 roku został poświęcony patronowi św. Józefowi z Nazaretu. Według kroniki kościół Josephskirche był rozumiany jako „Zeichen der Liebe zur bayerischen Heimat und der Treue zum bayerischen Königshaus” (Oznaką miłości do bawarskiej ojczyzny i wierności dla bawarskiego domu królewskiego”).
Odnośnie do stylu budowy kościołów St.Josepha i Gedächtniskirche mówi się: „katolicka różnorodność przeciw ewangelickiej surowości”. Architekt z Moguncji Ludwig Becker zaprojektował budowlę łączącą style secesji, późnego gotyku, baroku i renesansu. Kościół Josephskirche różni się mocno pod względem stylu od katedry w Spirze i Gedächtniskirche.
Jako szczególną prowokację wobec protestantów jest przedstawienie w dolnej połowie prawej środkowej części okna nad głównym ołtarzem ogłoszenia dogmatu o papieskiej nieomylności, co było przecież impulsem do budowy kościoła Gedächtniskirche.

### Cesarz Wilhelm II

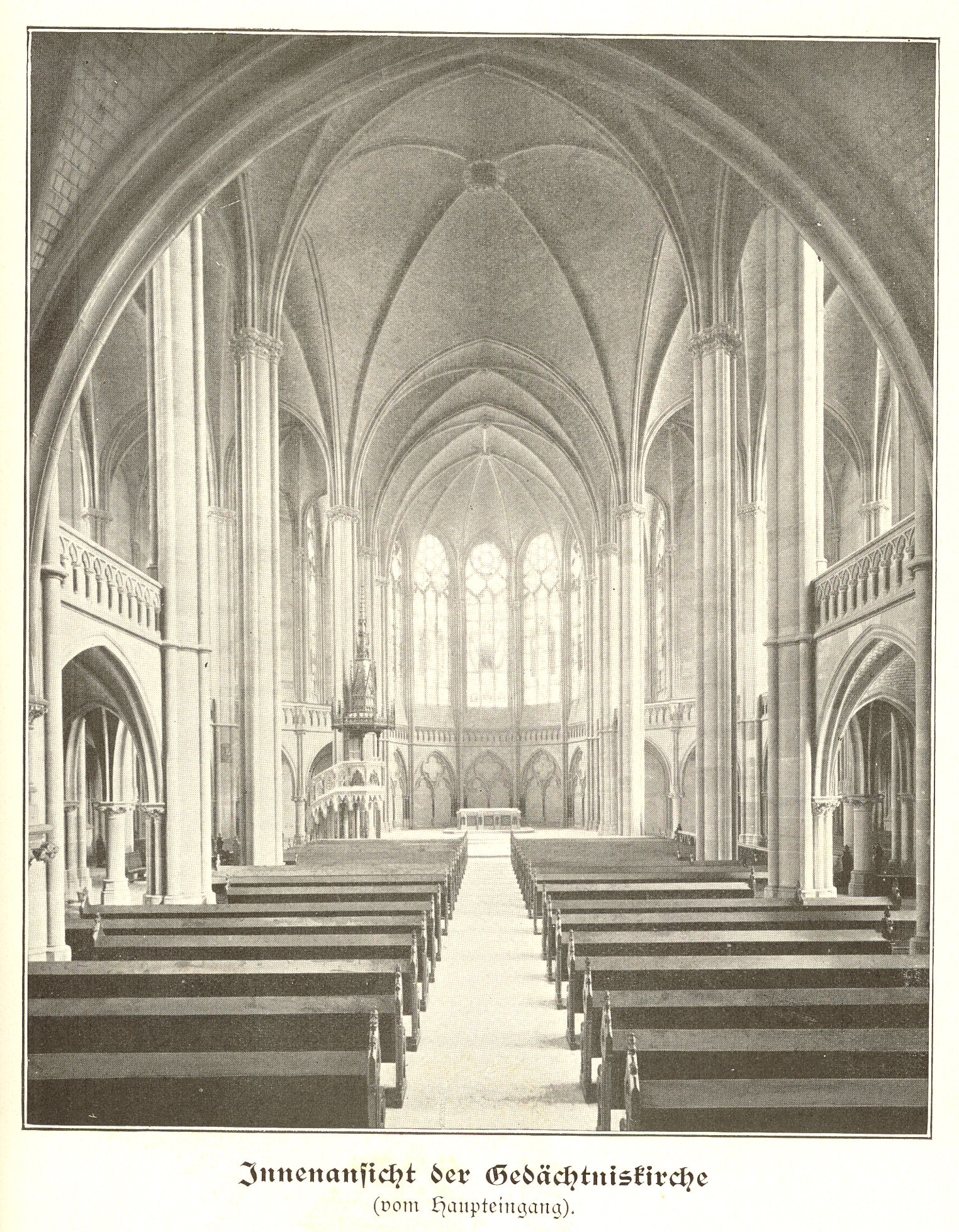
Widok wewnątrz kościoła

Jednym z decydujących mecenasów budowy był pruski królewski dwór. Pięć dużych okien w zakończeniu prezbiterium zostało ufundowane przez cesarza Wilhelma II i jego małżonkę cesarzową Augustę Wiktorię, dlatego często ta część prezbiterium nazwana jest „Kaiserchor” (chórem cesarskim). Wilhelm II popierał w architekturze styl romański w przeciwieństwie do gotyku, który miał pochodzenie francuskie. Cesarz został przedstawiony jako „skuteczny czynnik reklamowy”. W związku ze wspieraniem tej budowy był złośliwie i wrogo oceniany przez katolików.
Był to też główny powód, w wyniku którego cesarz nie przybył w 1904 roku na poświęcenie kościoła.
„Kolejny dysonans miał miejsce przez to, że cesarz Wilhelm II jako ewangelicki książę podobno ze względu „na etykietę dworu”, a w rzeczywistości, aby nie wzbudzić obrazy w katolickim kościele i w Partii Centrum, nie przyjął zaproszenia i przez to zachowanie także inni ewangeliccy książęta powstrzymali się od przybycia.”
Cesarz Wilhelm kazał się reprezentować podczas poświęcenia przez księcia Ottona zu Sayna-Wittgensteina-Berleburga i dopiero w 1917 roku zobaczył tak wspierany przez siebie kościół.

### Karl Barth
W 1950 roku ma miejsce planowanie całkowitej wymiany okien kościelnych, które nie odpowiadały gustowi epoki. Symptomatyczna dla krytyki jest wypowiedź szwajcarskiego teologa Karla Bartha, którą miał wygłosić przy okazji wizyty w Gedächtniskirche. Jest ona chyba niesłusznie mu przypisywana. Zamiast, jak oczekiwano, jego podziwu dla kościoła miał powiedzieć „chyba podczas wojny jedna bomba za mało spadła na Spirę”.

### Dzisiejsza sytuacja
Kościół Gedächtniskirche jest głównym kościołem ewangelickim w Palatynacie, którego administracja mieści się w bezpośredniej bliskości katedry w Spirze.
W 2004 roku, dla uczczenia jego 100-lecia, kościół został dużym nakładem kosztów odremontowany. Wywołało to sporo niezadowolenia między zborami należącymi do Palatyńskiego Kościoła Krajowego, bo musiały one ograniczyć swoją działalność budowlaną w ramach oszczędnej polityki.
Pierwszą osobą, która została ochrzczona w 1904 roku w świeżo poświęconym kościele, była Gertruda Cantzler, która w 2004 roku razem ze swoim kościołem obchodziła 100 urodziny. Zmarła w wieku 104 lat w nocy 26 kwietnia 2009 roku. Właśnie w tę niedzielę odbyło się świąteczne nabożeństwo z okazji ukończenia 12-letniego remontu kościoła.